# Trithemis fumosa
Trithemis fumosa là loài chuồn chuồn trong họ Libellulidae. Loài này được Pinhey mô tả khoa học đầu tiên năm 1962.